# Radikal 54
Das Radikal 54 mit der Bedeutung „marschieren“ ist eines von 31 traditionellen Radikalen der chinesischen Schrift, die aus drei Strichen bestehen.
Mit 9 Zeichenverbindungen in Mathews’ Chinese-English Dictionary kommt es nur sehr selten im Lexikon vor.
Das Radikal wird in der Strichfolge eines chinesischen Schriftzeichens immer als Letztes geschrieben.

## Schriftzeichenverbindungen, die vom Radikal 54 regiert werden
| Striche | Zeichen  |
| ------- | -------- |
| +0      | 廴       |
| +03     | 廵       |
| +04     | 延 廷 廸 |
| +05     | 廹       |
| +06     | 建 廻 廼 |
| +07     | 廽       |

 Im Unicodeblock Kangxi-Radikale ist das Radikal 54 unter der Codepointnummer 12.085 (U+2F35) codiert.